# John Cootes
Pas d'image ? Cliquez ici

a Compétitions nationales et continentales officielles uniquement.

b Matchs officiels uniquement.
John Cootes, né le 25 octobre 1944, est un joueur australien de rugby à XIII évoluant au poste de centre ou d'ailier dans les années 1960 et 1970, il a été également un prêtre catholique. Après sa carrière sportive, il exerce comme présentateur télévisuel et commentateur.

## Biographie
Il grandit à Newcastle en Australie et découvre le rugby à XIII sous les ordres de Clive Churchill. Il poursuit des études en théologie à la Congrégation pour l'évangélisation des peuples et joue alors au rugby à XV à la Lazio en Italie. Il rejoint en 1967 les Western Suburbs en Championnat de Newcastle dans lequel il remporte le titre en 1970. Bien qu'il soit ordonné prêtre catholique, il est sélectionné en équipe d'Australie dès 1969 et prend une part active dans le titre de Coupe du monde en 1970 duquel il termine meilleur marqueur d'essais. Bien qu'il reçoive des propositions pour rejoindre le prestigieux Championnat de Nouvelle-Galles du Sud, il reste à Newcastle. Il renonce à sa carrière de prêtrise pour se marier en 1972. Après une activité entreprise dans des magasins de meubles, il devient un célèbre commentateur de rugby à XIII à partir des années 1970 et 1980 sur Channel 10 et présentateur de programmes télévisuels.

## Palmarès
- Collectif :
  - Vainqueur de la Coupe du monde : 1970 (Australie).
  - Vainqueur du Championnat de Newcastle : 1970 (Western Suburbs Rosellas).
  - Finaliste du Championnat de Newcastle : 1973 (Western Suburbs Rosellas).
- Individuel :
  - Meilleur marqueur d'essais de la Coupe du monde : 1970 (Australie).